# Georg Christian Tegtmeyer

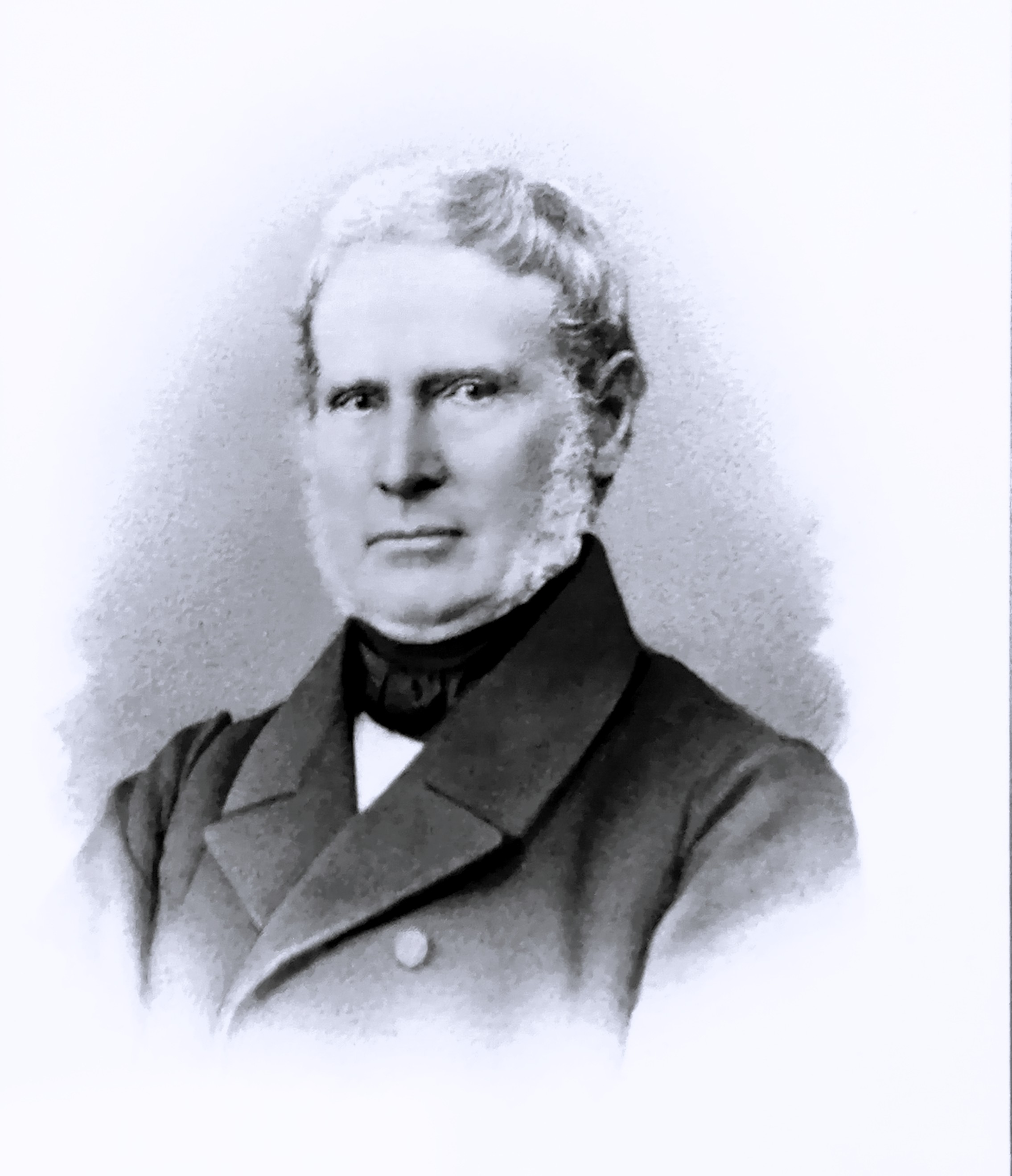
Senator Georg Christian Tegtmeyer

Georg Christian Tegtmeyer (* 11. Juli 1792 in Hornsmühlen; † 15. Mai 1878 in Lübeck) war Kaufmann – als Seniorchef des Hauses Tegtmeyer & Co. – und Senator der Hansestadt Lübeck.

## Leben
Tegtmeyer gehörte seit 1825 den Schonenfahrern in Lübeck an und wurde 1839 als der wortführende Ältermann in den Rat der Stadt erwählt. Als Ratsherr, nach der Verfassungsreform Senator, der Stadt hat er in den verschiedensten Departements gearbeitet. So waren dies das Landamt, das Militärdepartement und die Schuldeputation für das Katharineum. Von 1840 bis 1868 war er auch Mitglied der Senatskommission Handel und Schiffahrt. Seit 1839 bis zu seinem Tod gehörte er dem Finanzdepartement, in welchem er besonders das Forstwesen leitete, an.
In Folge des Ablebens des Senaroren Johann Carl Böse verfügte der Senat im Stadtamt, dass Tegtmeyer in der Vorsteherschaft des Heiligen-Geist-Hospitals bis auf Weiteres den Vorsitz führen würde. Ab der Versammlung am 9. Februar 1870 führte er dessen Präsidium offiziell.
Nach der Wahl von Heinrich Theodor Behn zu Bürgermeister des folgenden Senates ist am 7. Dezember 1870 die neue Ratssetzung publiziert worden. Das Stadt- und Landesamt bildeten der Präses Arthur Gustav Kulenkamp, Tegtmeyer und Wilhelm Brehmer. Die Reservatkommission des Senats bildeten Tegtmeyer und Christian Theodor Overbeck. Weggefallen war die Tegtmeyer als Vorsteher habende Westerauer Stiftung.
Am 28. Februar 1877 wurde auf Veranlassung des Ergebnisses der jüngsten Senatswahl eine Änderung der neuen Ratssetzung vorgenommen. Johann Daniel Eschenburg trat an die Stelle Tegtmeyers als Vorsitzender der Reservatkommission des Senates.
Tegtmeyer gehörte zudem den Vorsteherschaften der Marienkirche, der städtischen Brandbehörde, der Wasserlösungskommission und der Expropriationskommission an.
Auf der Senatssitzung des 19. Juni 1878 wurde das Offizin Tegtmeyers auf Senator Johannes Fehling übertragen. An die Stelle Tegtmeyers traten im Stadt- und Landesamt Carl Heinrich Sievers und im Finanzdepartement Johannes Fehling. In die Vorsteherschaft des Heiligen-Geist-Hospitals trat Georg Friedrich Harms.

## Wilhelm I. in Lübeck
Der Kaiser traf am 22. November 1874 auf der Reise von Kiel nach Berlin 22 Uhr 15 Min. den Lübecker Bahnhof ein. Das Publikum wurde auf den nördlichen Teil des Perrons beschränkt. Zum Empfang des Kaisers war eine Senatsdeputation aus Bürgermeister Theodor Curtius und den Senatoren Heinrich Theodor Behn, Tegtmeyer und Heinrich Gustav Plitt, ferner Oberpostdirektor Hermann Lingnau, Steuerrat Carl Schmorl, Zollverwalter Conrad Weisbrodt, Telegrafeninspektor Carl Conr. Chr. Theod. Buchner, Oberstleutnant Oscar Schwencke und Major Ernst Melms, sowie der preußische Gesandte Adalbert von Rosenberg und der preußische Konsul Wilhelm Fehling erschienen.
Mit dem Kaiser reisten die Prinzen Carl und Prinz Friedrich Karl, der Großherzog zu Mecklenburg, dem Präsidenten des Reichskanzleramts Rudolph Delbrück, Generalfeldmarschall Helmuth von Moltke, Marineminister Albrecht von Stosch und den hier den Zug verlassenden Generalleutnant Hermann von Tresckow.
Der Aufenthalt, während dem sich der Kaiser mit den Wartenden unterhielt, dauerte nur wenige Minuten, bevor der Zug die Stadt in Richtung der mit Bengalischen Flammen erleuchteten mit Publikum gesäumten Wälle entlang der heutigen Possehlstraße wieder verließ.

## Familie
Er heiratete am 28. Oktober 1828 Wilhelmine, einer Schwester des Kaufmanns Heinrich Wilhelm Haltermann. Sie bekamen zwei Söhne. Einer von ihnen war Georg Eduard Tegtmeyer.